# Kloksimultaan dammen
In een kloksimultaan dammen neemt een sterke dammer het op tegen een aantal tegenstanders waarbij de bedenktijd per partij wordt bijgehouden met een damklok. Er wordt gespeeld volgens het reglement van de FMJD waarin is bepaald dat de simultaangever een score van minstens 70% moet behalen. 
Het eerste wereldrecord is gevestigd door Aleksandr Schwarzman in 2007. Het wereldrecord is momenteel in handen van Aleksandr Georgiejev met 45 partijen. 
Marino Barkel deed op 15 mei 2010 in Westerhaar-Vriezenveensewijk ter gelegenheid van het 50-jarig jubileum van zijn club Damclub Westerhaar een aanval op het wereldrecord die met 48 punten uit 35 partijen (17 W, 14 R, 4 V) op 1 punt mislukte. 
Op 18 december 2010 deed Jean Marc Ndjofang in Emmeloord een poging om het record weer in handen te krijgen. 
ij scoorde echter tegen 36 tegenstanders slechts 38 punten (13 W, 12 R, 11 V), een score van 52,78%. Johan Teake Dekker deed 18 maart 2023 een aanval die mislukte tegen 46 deelnemers en scoorde 56 punten (19 W, 18 R, 9 V), een score van 60,87% in het Abe Lenstrastadion in Heerenveen.

## Verloop wereldrecord kloksimultaan dammen
| Speler               | Datum             | Plaats                       | Tegenstanders | Totaalscore | Percentage | Wi - Re - Ve    |
| -------------------- | ----------------- | ---------------------------- | ------------- | ----------- | ---------- | --------------- |
| Aleksandr Schwarzman | 21 september 2007 | Emmeloord                    | 25            | 25 - 43     | 86,0%      | 18 W, 7 R, 0 V  |
| Jeroen van den Akker | 13 juli 2008      | Den Haag                     | 30            | 30 - 45     | 75,0%      | 15 W, 15 R, 0 V |
| Anton van Berkel     | 10 oktober 2008   | Tilburg                      | 32            | 32 - 45     | 70,3%      | 15 W, 15 R, 2 V |
| Jean Marc Ndjofang   | 20 december 2008  | Emmeloord                    | 33            | 33 - 58     | 87,9%      | 26 W, 6 R, 1 V  |
| Ben Provoost         | 3 april 2010      | Hengelo                      | 34            | 34 - 49     | 72,1%      | 17 W 15 R 2 V   |
| Jeroen van den Akker | 4 augustus 2011   | Brunssum                     | 37            | 37 - 56     | 75,7%      | 22 W, 12 R, 3 V |
| Marino Barkel        | 27 augustus 2011  | Westerhaar-Vriezenveensewijk | 40            | 40 - 57     | 71,25%     | 21 W, 15 R, 4 V |
| Aleksandr Georgiejev | 6 april 2013      | Emmeloord                    | 42            | 42 - 68     | 80,95%     | 28 W, 12 R, 2 V |
| Marino Barkel        | 17 mei 2014       | Vriezenveen                  | 43            | 43 - 64     | 74,4%      | 22 W, 20 R, 1 V |
| Aleksandr Georgiejev | 30 december 2015  | Almere                       | 45            | 45 - 68     | 75,56%     | 24 W, 20 R, 1 V |